# Marcos Vinícius Sousa Natividade
Marcos Vinícius Sousa Natividade, meglio noto come Marquinhos (Benevides, 26 gennaio 1997), è un calciatore brasiliano, centrocampista dell'APOEL.

## Caratteristiche tecniche
È un esterno sinistro.

## Carriera
Cresciuto nel settore giovanile del Corinthians, il 12 maggio 2018 ha esordito fra i professionisti giocando con la maglia del Bangu l'incontro del Campionato Carioca vinto 2-1 contro l'Ypiranga-RS. Il 9 agosto 2020 ha esordito in Série A disputando con lo Sport Recife il match vinto 3-2 contro il Ceará.

## Palmarès

### Club

#### Competizioni statali
- Campionato paulista: 1

Corinthians: 2019

#### Competizioni nazionali
- Campionato cipriota: 1

APOEL: 2023-2024
- Supercoppa di Cipro: 1

APOEL: 2024